# Яшниченко Микола Йосипович
Микола Йосипович Яшниченко (* 10 жовтня 1881, м. Жмеринка, Вінницька область — † ?) — генерал-хорунжий Армії УНР.

## Життєпис
Народився у Жмеринці, походив з дворян Подільської губернії.

### На службі РІА

На службі в РІА

Закінчив Орловський кадетський корпус, 3-тє Олександрівське військове училище (1901), служив у 43-му піхотному Охотському полку. Навесні 1905 р. перевівся до 35-го піхотного Брянського полку (Кременчук), який у той час перебував на Далекому Сході, брав участь у Російсько-японській війні. На Першу світову війну вийшов командиром роти 35-го піхотного Брянського полку. У 1915—1916 рр. командував батальйоном цього полку. З 1 січня 1916 р. — полковник. У 1916—1917 р. перебував на посадах: т. в. о. командира 35-го піхотного Брянського полку, т. в. о. командира 34-го піхотного Севського полку, т. в. о. начальника бригади 9-ї піхотної дивізії та т. в. о. начальника цієї дивізії. Під час  Першої світової війни був тричі поранений, нагороджений всіма орденами до Святого Володимира IV ступеня з мечами та биндою, відзнакою Святого Георгія IV ступеня з лавровою гілкою. Останнє звання у російській армії — полковник.

### На службі УНР
08 січня 1918 р. офіційно українізував 9-ту дивізію та привів її на Полтавщину на місце довоєнної дислокації. У 1918 р. — помічник командира 30-го (згодом — 22-го) пішого Канівського полку Армії Української Держави. З початку грудня 1918 р. — командир Уманського запасного полку військ Директорії. З червня 1919 р. — помічник командира 8-ї Запорізької дивізії Дієвої армії УНР. У листопаді 1919 р. замінив хворого на тиф полковника Базильського на посаді командира 8-го Запорізького загону Дієвої армії УНР. Учасник Першого Зимового походу: помічник начальника Збірної Запорізької дивізії. 28 серпня 1920 р. був поранений у бою з червоними, після одужання — приділений до штабу Запасних військ Армії УНР.
У 1920—1930-х рр. жив на еміграції у Польщі. Після 1945 року в США, де й помер.